# Edmond Castle

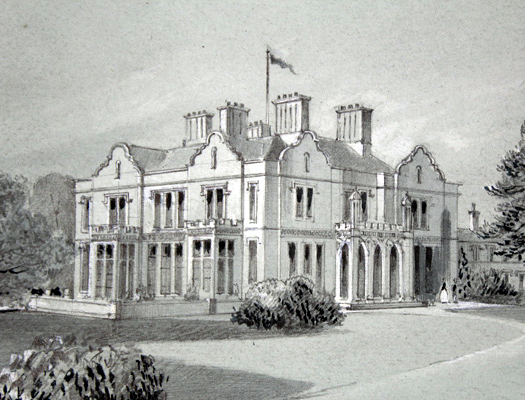
Edmond Castle

Edmond Castle ist ein Landhaus ca. 1,5 km nördlich des Dorfes Hayton zwischen Carlisle und Brampton in der englischen Grafschaft Cumbria.
Das Haus im Tudorstil wurde von Sir Robert Smirke entworfen und 1824–1829 mit Werksteinfassaden errichtet. Ursprünglich war das Landhaus der Sitz der Familie Graham. In den 1940er-Jahren diente es als Schule und wurde später ein Hotel.